# Niels Ryberg Finsen
Niels Ryberg Finsen (Tórshavn, 15 dicembre 1860 – Copenaghen, 24 settembre 1904) è stato un medico faroese.

## Biografia

### Gli anni giovanili e la vita accademica
Niels Ryberg Finsen nacque il 15 dicembre 1860 a Tórshavn, nelle Isole Faroe, un arcipelago danese situato circa 400 miglia al largo della costa della Norvegia, secondogenito di quattro figli. Suo padre era Hannes Finsen, di famiglia islandese, mentre sua madre era Johanne Formann, nata a Falster, in Danimarca, la quale morì quando il figlio aveva solo quattro anni; in seguito suo padre sposò la cugina, dalla quale ebbe sei figli. Alle scuole superiori, in Islanda, più precisamente a Reykjavík, venne definito come un ragazzo "di buon cuore, ma di basse competenze ed energia". A soli 22 anni si trasferì a Copenaghen per studiare medicina. Iniziò la sua carriera insegnando anatomia all'Università di Copenaghen presso il dipartimento di chirurgia. Tre anni dopo, nel 1893, decise di dedicarsi completamente alla ricerca. Nello stesso anno scoprì che il vaiolo poteva essere trattato con l'utilizzo dei raggi rossi. Questo è stato l'inizio della sua ricerca per il trattamento del lupus vulgaris utilizzando la luce del sole filtrata.

### Verso la malattia

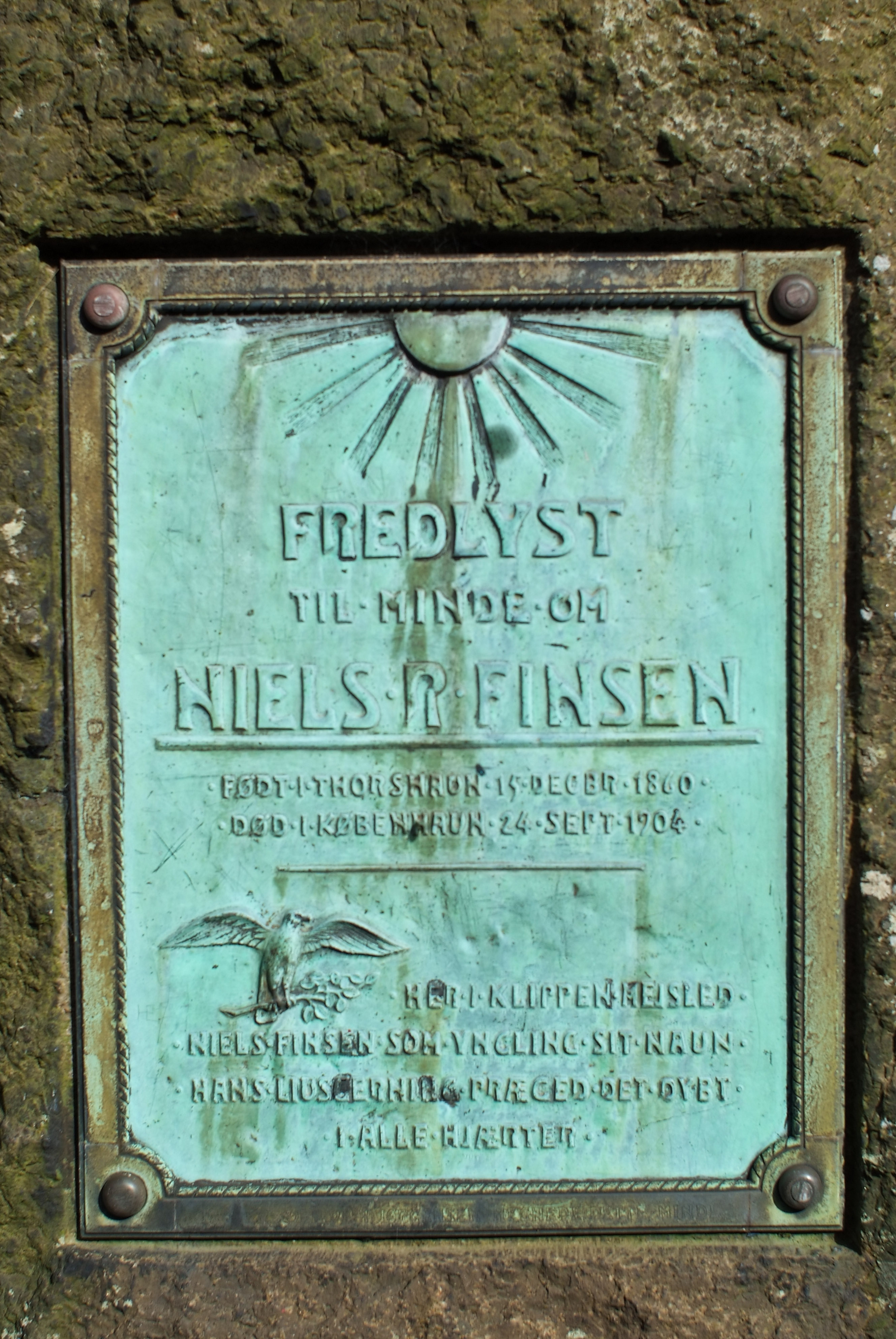
Placca memoriale di Niels R. Finsen a Tórshavn

Secondo quanto raccontò egli stesso, Finsen iniziò a sentirsi male nel 1883 presentando sintomi di catarro per circa 2 anni, notando successivamente un allargamento del fegato e della milza. Avendo trascorso 6 anni in Islanda, rifletté sulla possibilità di un'infezione da Echinococco del fegato, ma un paio di punture esplorative non portarono a nessuna cisti. Nella primavera del 1891 l'ascite divenne molto fastidiosa: "Avevo provato alcuni diuretici, ma senza successo, e quindi non sembrava esserci alcuna alternativa alla punctio abdominis. Fu allora che trovai un libro in riferimento alla "Tröckendiaet". Ho iniziato subito la cura, ma sono rimasto sbalordito dal risultato, perché dopo 3-4 giorni dall'inizio del trattamento, la diuresi, che mi aspettavo sarebbe diminuita, è salita ad un livello a cui non era mai stata da diverso tempo. È rimasta tale per diversi giorni e poi è tornata alla normalità. Allo stesso tempo ho notato un sollievo indescrivibile, la parte inferiore dell'addome era diminuita in circonferenza e tutti i sintomi fastidiosi erano scomparsi". Finsen dunque si dedicò completamente alla "Tröckendiaet". Tuttavia, a tempo debito l'ascite ottenne il meglio su di essa, costringendo Finsen a richiedere più volte ripetute paracentesi (secondo quanto riferito in circa diciotto occasioni) con rimozione di fino a sei litri di liquido ogni volta. In questa fase iniziò a speculare sul ruolo svolto dal sale nell'organismo umano. Si autoimpose una dieta molto severa priva di sale, misurando la secrezione dello stesso nelle urine con molta cura e tenendo nota del suo peso. Presto dovette confessare con disappunto: "La quantità della mia urina non è aumentata, si sviluppa ancora edema facilmente, e anche l'ascite aumenta con la stessa facilità". I medici di Finsen avevano capito da tempo che non stavano trattando un normale tipo di ascite e sospettavano che i suoi sintomi dovessero essere dovuti a qualche forma di peritonite.
L'aggravarsi della sua condizione di salute spinse il comitato del Premio Nobel a dare una considerazione prematura dei suoi successi. Così, nel 1903, all'età di 42 anni, divenne il primo cittadino danese a ricevere il Premio Nobel, "in riconoscimento dei contributi resi alla cura delle malattie, soprattutto per quel che riguarda il lupus vulgaris, attraverso radiazioni luminose concentrate, aprendo così la strada a nuove ricerche per la scienza medica". Finsen diede 50000 corone derivanti dal Premio Nobel al suo Istituto e altre 60000 corone ad un sanatorio, fondato sempre da lui, per malattie del cuore e del fegato. Dopo di ciò, anche i suoi principali promotori, Mr. Hageman e Mr. Jörgensen, diedero 50000 corone all'Istituto Finsen, il quale divenne un esempio per un grande numero di istituti simili in diversi paesi, riducendo di gran lunga il numero di pazienti affetti da lupus vulgaris nel mondo. 
Nove mesi dopo, il 24 settembre 1904, morì. Toccò al suo medico Fløystrup e al patologo Scheel eseguire un esame post mortem di Finsen nel 1904, i cui più importanti risultati furono pericardite adesiva e peritonite cronica fibrosa iperplastica.  Il suo funerale venne celebrato nella famosa Marmorkirken.

### L'Istituto Finsen

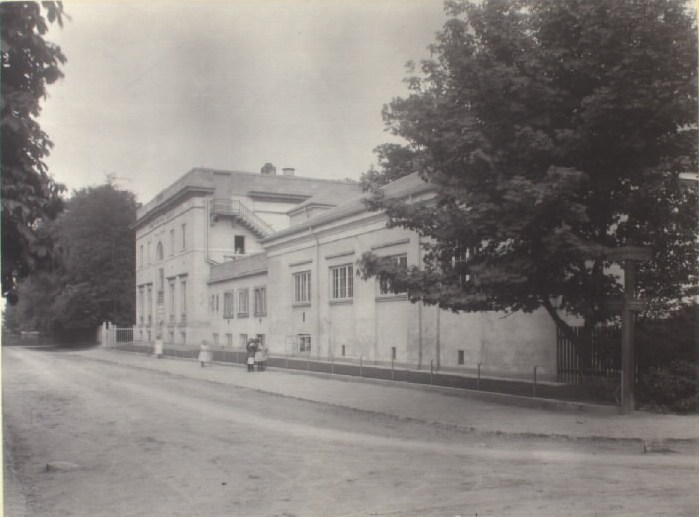
Istituto Finsen

Nell'aprile del 1896 Finsen fondò il Lysinstitut o Medical Light Institute a Copenaghen (chiamato Istituto Finsen nel 1901). Continuò ad utilizzare la luce solare filtrata attraverso lenti di vetro, ma dal 1897 in poi usò anche una nuova lampada ad arco a elettrodi di carbonio in combinazione con filtri di quarzo. L'uso di una luce artificiale per curare le malattie della pelle fu un'idea abbastanza nuova perché la prima lampada di questo tipo ad essere stata costruita e utilizzata risale al 1894, in Germania.
Ci volle del tempo prima che l'istituto potesse svilupparsi in un centro terapeutico abbastanza grande. Ciò avvenne nel 1898, grazie alle sovvenzioni da parte di alcuni importanti promotori, come l'industriale Hageman, il consigliere di Stato Jörgensen, e anche da parte del governo danese. Dal cambiamento delle dimensioni delle lampade e delle disposizioni delle lenti, l'efficacia del trattamento migliorò, mentre il tempo di irradiazione e il numero di sessioni principali diminuirono. Tra il novembre del 1895 e il dicembre del 1901, Finsen trattò 804 pazienti, tenendo nota dei suoi trattamenti. Nel 1901, pubblicò i suoi risultati terapeutici riguardo al lupus vulgaris trattato con concentrate dosi di raggi ultravioletti (UV).
Oggi l'attenzione dell'Istituto Finsen si è spostata dalla radiazione della luce alla ricerca sul cancro.

## La scoperta della fototerapia e le sue applicazioni

### L'importanza dei raggi ultravioletti

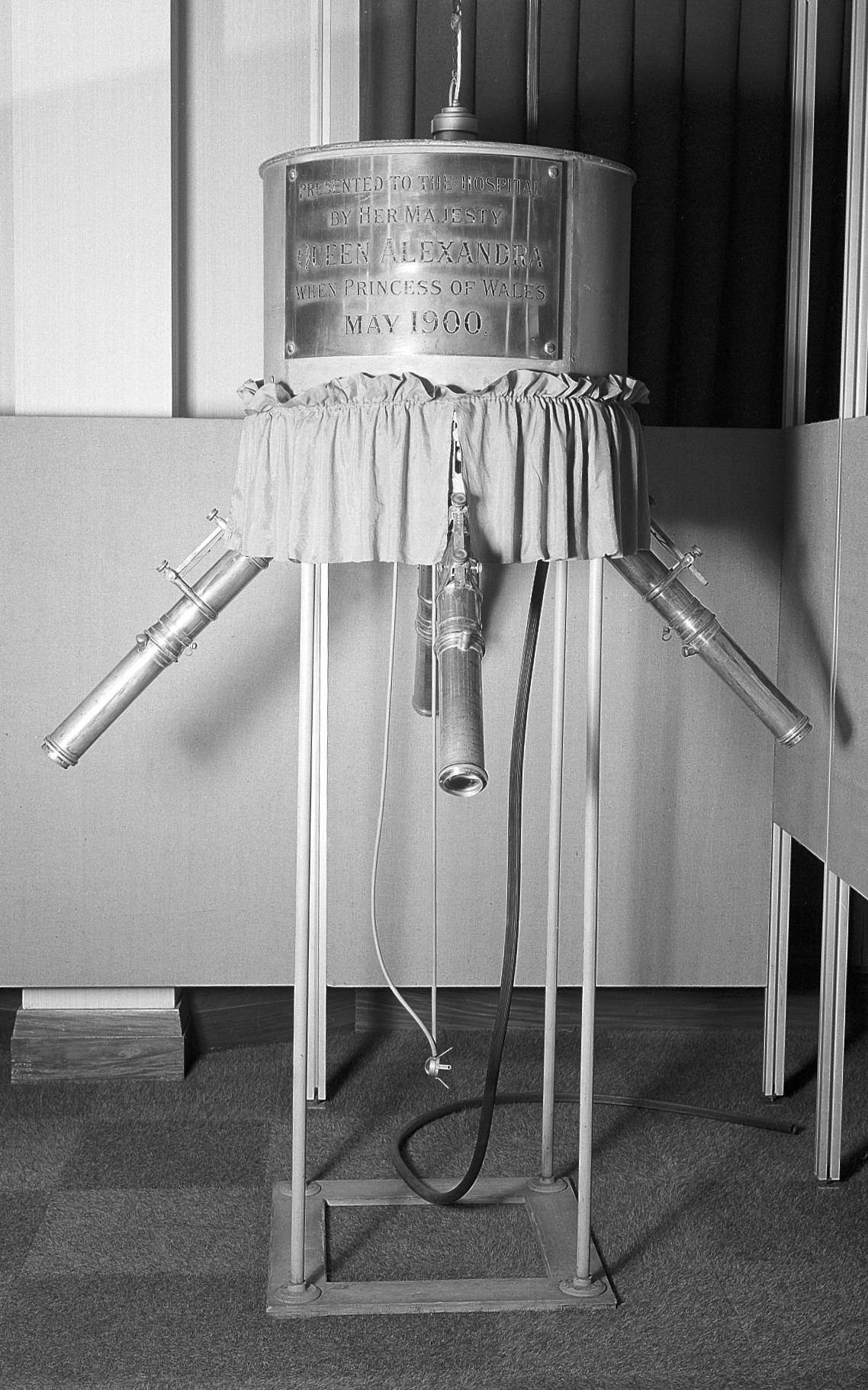
Attrezzo ideato da Niels R. Finsen per il trattamento delle malattie con i raggi ultravioletti. Ora contenuto nella Wellcome Collection.

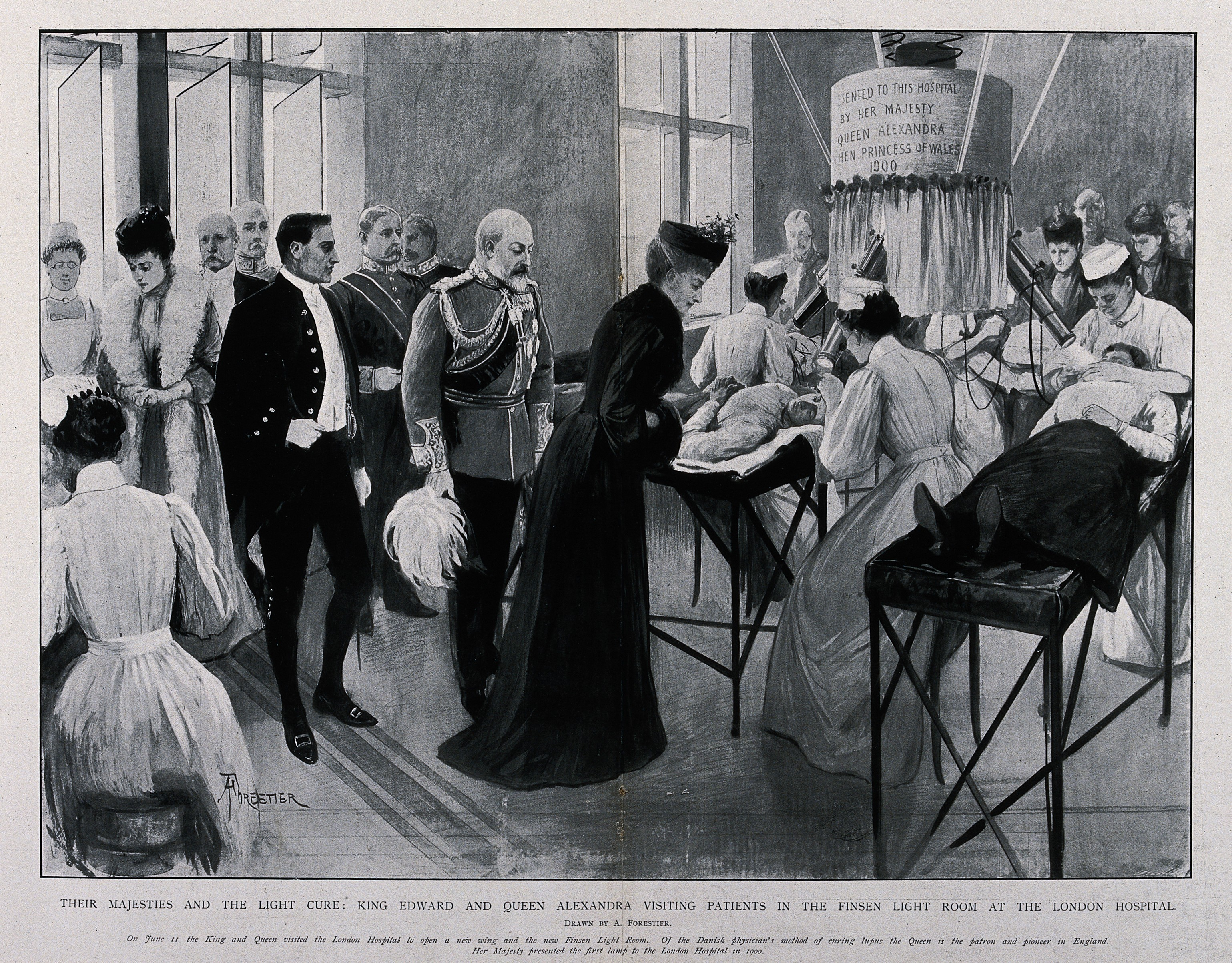
London Hospital (oggi Royal London Hospital), Whitechapel.Il re Edoardo VII del Regno Unito e la regina Alessandra di Danimarca nella stanza di luce di Finsen.

Finsen, da studente di medicina, notò una rinascita di forza e di resistenza ogni volta che si esponeva alla luce del sole; questa osservazione stimolò il desiderio di esplorare anche i suoi effetti fisiologici: "La mia malattia ha svolto un ruolo molto importante per la mia crescita… La malattia è stata responsabile dell'inizio dello studio sulla luce: io soffrivo di anemia e stanchezza… ho iniziato a credere che avrei potuto migliorare la mia condizione esponendomi sempre di più alla luce del sole. Perciò ho speso più tempo possibile sotto i suoi raggi. Da medico entusiasta, ero certamente molto interessato nel conoscere quali benefici il sole potesse darmi...". Oltre che scoprire i benefici della luce del sole sulla propria salute, Finsen osservò come ciò potesse avere effetto anche sugli animali. Tale consapevolezza nacque dall'osservazione dei movimenti degli embrioni di rana, i quali aumentavano dall'esposizione diretta della luce solare: dal momento che quest'ultima risulta essere composta dall'insieme di più onde monocromatiche, Finsen studiò l'effetto di ognuna di essa sui movimenti degli embrioni di rana, scoprendo che erano dovuti principalmente dall'azione dei raggi chimici, ovvero dei raggi azzurri e violetti. Successivamente osservò che facendo passare la luce solare attraverso una sottile parete di vetro, i movimenti degli embrioni diminuivano drasticamente: ciò era dovuto al fatto che il vetro trattiene i raggi chimici, che nello spettro solare si trovano al di là dei raggi violetti (perciò detti ultravioletti) e che non sono visibili; soppressi tali raggi, ne consegue una minor eccitazione negli embrioni. Subito dopo, Finsen studiò l'abbrunamento che segue il rossore dovuto ad una prolungata esposizione al sole, ritenendo che tale particolare pigmento si presentasse come difesa da un eccessivo eccitamento apportato dalla luce. La consapevolezza di ciò derivò da un esperimento effettuato sul suo stesso corpo: si tinse con inchiostro di china una striscia dell'avambraccio, e lo espose per tre ore ad un sole caldissimo; successivamente, lavato via il nero, si accorse che al posto della striscia la pelle era bianca e normale, mentre attorno si presentava come rossa e indolenzita, a cui poi seguì una pigmentazione abbastanza forte. Ripetendo lo stesso esperimento, ma senza annerire il braccio, ebbe un risultato esattamente opposto: la zona bianca e normale si arrossì, mentre quella già pigmentata non cambiò di colore.
Da tali premesse Finsen passò alla pratica: partendo dalla consapevolezza che i raggi violetti e ultravioletti contribuissero ad apportare effetti di infiammazione sulla pelle sana, pensò che essi dovessero svolgere un ruolo importante all'interno di malattie esantematiche e specialmente nel vaiolo, dove la pelle è già in preda a forte infiammazione. Tale ipotesi nacque dalla considerazione che, nelle persone affette da vaiolo, le cicatrici più profonde erano presenti nelle parti del corpo più scoperte e esposte alla luce del sole, come ad esempio il volto e le mani. L'obiettivo immediato fu dunque quello di sottrarre completamente i raggi chimici dall'ambiente dove era posto il malato: per fare ciò, Finsen prese spunto dal metodo che utilizzano i fotografi che filtrano con i vetri rossi le lastre fotografiche, lasciandole soltanto sotto l'effetto dei raggi rossi che non hanno azione chimica. In maniera simile, i vaiolosi vennero posti in una camera dove la luce era costretta a passare attraverso carte rosse applicate alla finestra, ottenendo ottimi risultati nei pazienti. Questo tipo di fototerapia, che si basa sul concetto secondo cui la luce rossa venga considerata come luce priva di effetto stimolante, è detta fototerapia negativa, differenziandola dalla fototerapia positiva, dove vengono risaltate le proprietà fisiologiche della luce.

### La proprietà battericida della luce

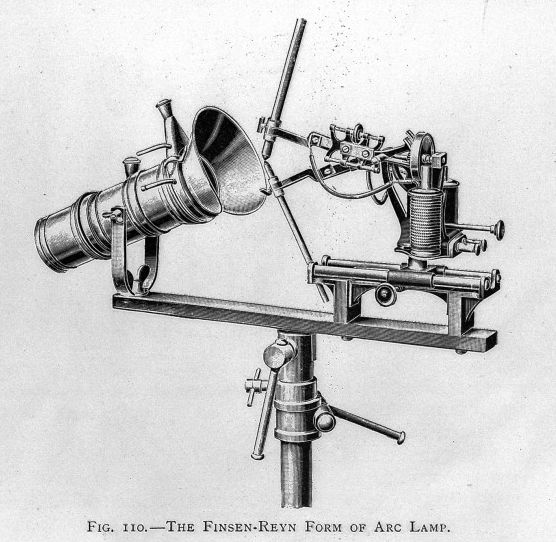
IIllustrazione della lampada di Finsen

Finsen si concentrò anche su un altro aspetto molto importante della luce, ovvero la proprietà di essere battericida: partendo dagli studi di Downes e Blunt, arrivò alla conclusione che il 95% dell'azione battericida della luce deriva dai raggi azzurri, violetti e ultravioletti, gli stessi che hanno azione stimolante e infiammatoria sulla pelle. Considerando ciò, Finsen pensò di applicare tali conoscenze per la cura delle affezioni cutanee superficiali, localizzate e parassitarie, tra le quali in special modo del lupus vulgaris. Per utilizzare tale proprietà della luce solare occorre che i microbi siano isolati da sostanze protettrici e rimangano sotto azione luminosa per parecchio tempo: la loro resistenza aumenta notevolmente se presenti in un ambiento vivo; ciò spiega anche il motivo per cui il viso sia il luogo dove più frequentemente si espone il lupus, nonostante sia costantemente sotto l'esposizione solare. Tuttavia, dal momento che la luce del sole porta con sé anche raggi ultrarossi, rossi, arancioni e gialli, che non hanno azione battericida ma che porterebbero a combustione del tessuto, Finsen pensò di escluderli con il raffreddamento e tramite filtrazione attraverso soluzione colorata in azzurro. Con tali necessità, progettò il suo apparecchio solare: esso presentava una lente costituita da un vetro piano e uno concavo-convesso, tra i quali vi era una soluzione di solfato di rame ammoniacale. Il problema nasceva dal fatto che tale strumento potesse essere utilizzato unicamente con la presenza del sole, e ciò andava in contrasto con la continuità richiesta dal trattamento affinché desse risultati positivi; venne dunque creato un ulteriore apparecchio a luce elettrica costituito da una lampada ad arco voltaico attorno al quale erano disposti quattro tubi con sistema diottrico di lenti di quarzo, che concentravano, raffreddavano e proiettavano la luce su quattro pazienti diversi.
Finsen approfondì anche lo studio della forza di penetrazione della luce all'interno dei tessuti cutanei, poiché era noto che il bacillo di Koch si annidasse profondamente negli strati dermici, fino ad arrivare persino al cellulare sottocutaneo. Tuttavia, la luce non riesce a penetrare sino in fondo e soprattutto con l'intensità necessaria, data la presenza di strati epidermici superiori e del sangue, che, essendo rosso, lascia passare i raggi rossi, trattenendo invece i raggi ad azione battericida. Era dunque necessario rimuovere il sangue affinché la luce arrivasse con l'intensità adatta; tale scopo venne raggiunto da Finsen tramite il compressore, un anello con due dischetti di quarzo, tra i quali scorreva dell'acqua refrigerante. Il compressore era tenuto applicato alla cute da un'infermiera, con una pressione sufficiente da ischemizzarla per tutto il tempo della seduta.

### Il trattamento del lupus

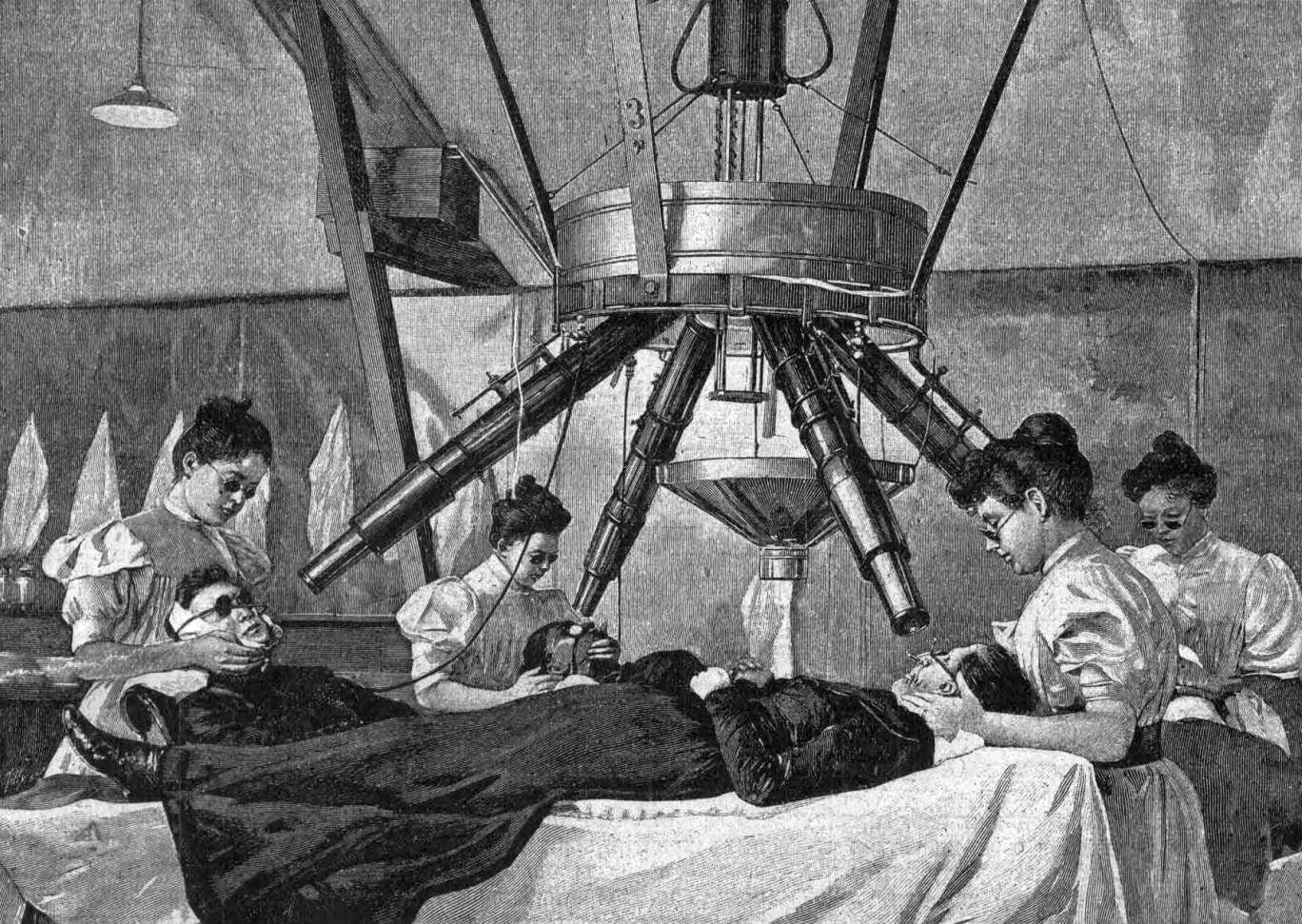
Trattamento attraverso bagni di luce presso l'Istituto Finsen. 1901.

L'uso della luce per il trattamento di alcune patologie cutanee era già noto ai tempi di Finsen; in particolare, i benefici della luce solare erano già stati riscontrati da alcuni professionisti alternativi, ma che furono apertamente criticati con la pubblicazione dei risultati sui "raggi chimici" di luce del 1896. Finsen, infatti, suggerì che l'esposizione alla luce era troppo breve per ottenere degli effetti benefici e che a causa dei metodi, basati principalmente sulla combustione della luce, gli effetti erano perlopiù negativi.
Così, sperimentando diverse frazioni di luce, scoprì che a determinare l'efficacia dell'effetto battericida era lo spettro delle onde corte: usò un batterio standard (M. prodigiosus) per scoprire il limite di penetrazione dei raggi a livello dei tessuti e il loro principale ostacolo, il sangue.
Inoltre, egli sviluppò delle attrezzature in grado di concentrare la luce di circa 15 volte e con una maggior precisione tanto da poter trattare aree colpite di diametro pari a 2 cm, elaborando anche dei dispositivi che, regolando la pressione, impedivano al sangue di fluire nelle aree trattate.
Il suo rapporto del 1896 contiene dettagli su 11 pazienti che avevano contratto il lupus vulgaris tra i cinque e i ventuno anni, e ai quali aveva prestato assistenza due ore al giorno per diverse settimane nello stesso luogo. Egli ha riconosciuto che gli 11 casi non erano un grande campione, ma ha osservato che, poiché il trattamento era locale, l'effetto in un paziente poteva essere considerato in larga scala.
Una descrizione dettagliata la si può avere grazie alla testimonianza del Dott. Bie, nel "British Medical Journal", la cui applicazione dei raggi era molto simile a quella del medico danese. Infatti, condividevano gli stessi aspetti determinanti all'efficacia della fototerapia:
- La purezza dell'acqua, che doveva essere quotidianamente cambiata per un risultato ottimale, e della lente, che nel caso di Finsen non era più in vetro ma veniva costruita da lui stesso in cristallo.
- Intensità, variabilità e durata del trattamento, che dipendevano dalle condizioni del paziente, dal tempo di esordio della malattia e dalla parte del corpo interessata.

Peculiari sono anche gli usi di questo meccanismo per altre malattie quali l'Ulcus Rodens (o Ulcera di Jacobs) e il lupus eritematoso.
Sei anni dopo, in un incontro a Berlino per i membri dell'Ufficio centrale internazionale per l'eradicazione della tubercolosi, Finsen presentò i risultati del trattamento di 804 pazienti. Egli osservò che, a parte alcuni pazienti la cui condizione venne giudicata senza speranza, il suo rapporto riguardava tutti i pazienti che erano venuti al suo centro.
| Risultati                                          | Numero pazienti |
| -------------------------------------------------- | --------------- |
| I. Pazienti curati                                 | 412             |
| a) Nessuna manifestazione in 2-6 anni              | 124             |
| b) Tempo di osservazione inferiore a 2 anni        | 288             |
| II. Pazienti quasi guariti                         | 192             |
| III. Pazienti in trattamento                       | 117             |
| a) Notevolmente migliorato/ parzialmente curato    | 91              |
| b) Scarso miglioramento                            | 26              |
| IV. Pazienti che hanno interrotto il trattamento   | 83              |
| a) Insoddisfatti                                   | 16              |
| b) Morti (31)/affetti da altre gravi malattie (13) | 44              |
| c) Assenti per motivi irrilevanti                  | 23              |
| Totale                                             | 804             |

## Premi e riconoscimenti[5]
I premi e gli onori di Finsen sono stati numerosi. Oltre al già citato Premio Nobel, nel 1899 fu nominato Cavaliere dell'Ordine del Dannebrog, a cui più tardi venne aggiunta la Croce d'Onore. Vinse anche il Premio Cameron dell'Università di Edimburgo nel 1904. Ad una delle strade principali delle Isole Faroe è stato dato il suo nome, ed un monumento al suo lavoro, intitolato Mod Lyset (Verso la Luce), è stato installato a Copenaghen nel 1909, di fronte l'Istituto Panum.

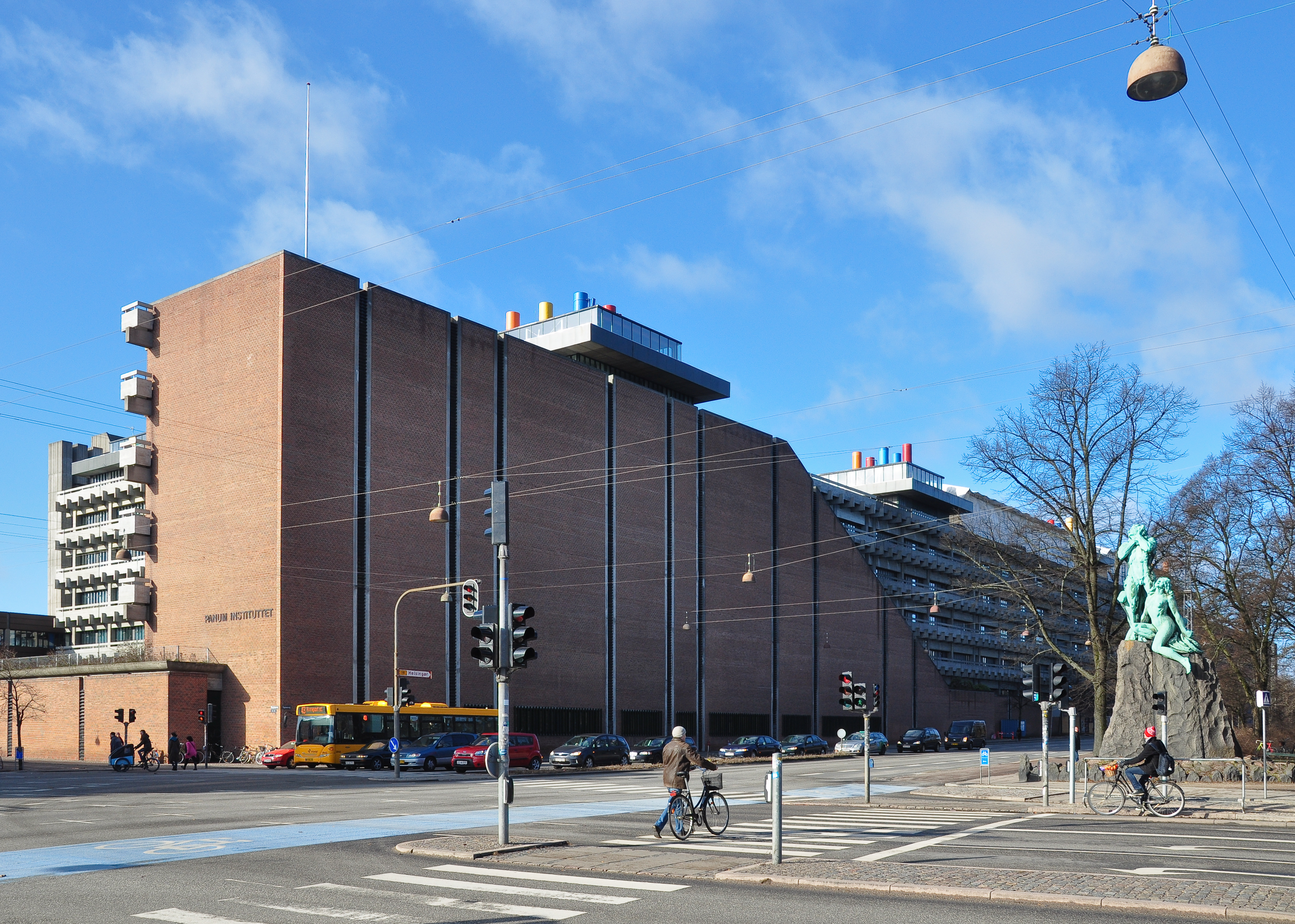
L'Istituto Panum (sinistra) e il monumento Mod Lyset (destra)